# 两只老虎 (2019年电影)
《两只老虎》是一部由李非执导、赵薇监制，葛优、乔杉、赵薇和范伟主演的中国荒诞喜剧电影。2019年11月29日在中国上映。

## 剧情
由“低配绑匪”余凯旋与“极品人质”张成功的一场荒诞绑架案引入，张成功要求余凯旋做三件事，从而展现了每个人生中都会经历的爱情的遗憾、亲情的追忆和友情的救赎。

## 角色
| 演員   | 角色   | 備註                     |
| ------ | ------ | ------------------------ |
| 葛优   | 张成功 | 人质                     |
| 乔杉   | 余凯旋 | 绑匪                     |
| 赵薇   | 周原   | 演员，张成功前女友       |
| 范伟   | 范志刚 | 盲人按摩师，张成功的战友 |
| 闫妮   | 彩霞   | 张成功同村的初恋情人     |
| 潘斌龙 | 史剑   | 学生时代打过余凯旋的同学 |
| 田雨   | 警察   |                          |
| 王森   |        |                          |

## 制作
导演李非总结电影中心思想是“能过则过”，“其实说简单一点，就是放下，这话说的有点鸡汤，毕竟很难做到，能过则过，就是不管好还是坏，都可以选择放下和继续往前走”。